# Сіциська
Сіциська (пол. Siciska) — село в Польщі, у гміні Ліпці-Реймонтовські Скерневицького повіту Лодзинського воєводства.
Населення — 143 особи (2011).
У 1975-1998 роках село належало до Скерневицького воєводства.

## Демографія
Демографічна структура станом на 31 березня 2011 року:
|          | Загалом | Допрацездатний вік | Працездатний вік | Постпрацездатний вік |
| -------- | ------- | ------------------ | ---------------- | -------------------- |
| Чоловіки | 67      | 17                 | 41               | 9                    |
| Жінки    | 76      | 21                 | 33               | 22                   |
| Разом    | 143     | 38                 | 74               | 31                   |